# Luis VI de Francia
Luis VI, apodado el Gordo o el Batallador (en francés, Louis VI le Gros; París, 1 de diciembre de 1081-Béthisy-Saint-Pierre, 1 de agosto de 1137) fue rey de Francia de 1108 a 1137.

## Biografía
De la dinastía de los Capetos, era hijo del rey Felipe I de Francia y su primera esposa, Berta de Holanda (1055-1094). Rey enérgico, tuvo un colaborador fiel en la persona de Suger, abad de Saint-Denis.

## Matrimonio y descendencia
Se casó en dos ocasiones; la primera en 1104 con Luciana de Rochefort (matrimonio que fue anulado), y la segunda en 1115 con Adela de Saboya (1100-1154). Con esta última mujer, considerada fea, pero atenta y piadosa, nacieron siete hijos y una hija:
- Felipe (1116-1131), muerto muy pronto a causa de una caída de caballo; no confundir con su hermano, del mismo nombre.

- Luis el Joven (1120-1180), rey de Francia, con el nombre de Luis VII.

- Enrique (1121-1175), obispo de Beauvais (1149-1161) y arzobispo-duque de Reims (1161-1171).

- Hugo (v. 1123) muerto joven.

- Roberto (1123-1188) llamado Roberto el Grande, conde de Dreux (1137-1184), conde de Perche.

- Constanza (1124-1180) casada en primeras nupcias en 1140 con Eustaquio IV de Boulogne (1127-1153), llamado Eustaquio de Blois, conde de Boulogne, sin posteridad conocida. Casada en segundas nupcias en 1154 con el conde Raimundo V de Tolosa (1134-1194);

- Felipe (1125-1161), obispo de París.

- Pedro (1125-1182), casado en 1152 con Élisabeth de Courtenay (1135-1206), dama de Courtenay.

Roberto I de Dreux y Pedro I de Courtenay son el tronco de dos importantes líneas.